# Damnatio ad ferrum
Die damnatio ad ferrum (lat. = Verurteilung zum Eisen) bedeutet sinngemäß die „Verurteilung zum Kampf mit Eisen ohne Aussicht auf Rettung“ und war der Oberbegriff für eine Form der Todesstrafe im antiken Rom. Diese Hinrichtungsart wurde in der Regel als ein separater Programmteil im Rahmen von Zirkusspielen vollzogen. Die derart Verurteilten traten dabei ohne jeglichen Körperschutz, bewaffnet mit einer Hieb- und Stoßwaffe, gegeneinander zum Kampf an. Der noch kampftaugliche Sieger musste sich, bis zu seinem eigenen Ableben, dem nächsten verurteilten Gegner stellen. Eine Begnadigung für den letzten, überlebenden Teilnehmer war ausgeschlossen. Dieser wurde am Ende durch das Schwert oder auf andere Art gerichtet. Ein kampfunwilliges Paar wurde mit Peitschenhieben oder durch Feuer zur Aufnahme der Kampfhandlungen gezwungen.
Eine Nebenvariante stellte die „Verurteilung zum Kampf gegen einen Gladiator ohne Aussicht auf Rettung“, nämlich die damnatio ad gladium dar. Diese Strafe zwang den Betroffenen in ein aussichtsloses Treffen mit einem regulären Gladiator.
Eine Perspektive auf Rettung des Delinquenten stellte hingegen dessen „Verurteilung zum Gladiatoren-Dasein“, die damnatio ad ludum gladiatorium dar. Hier konnte der Verurteilte im Laufe seiner Karriere als ausgebildeter Gladiator auf eine Begnadigung nach mehreren siegreichen Kämpfen hoffen.